# Sycoscapter dagatiguyi
Sycoscapter dagatiguyi is een vliesvleugelig insect uit de familie Pteromalidae. De wetenschappelijke naam is voor het eerst geldig gepubliceerd in 1951 door Risbec.